# سها عرفات
سُها عرفات (عربی: سهی عرفات)، با نام شناسنامه‌ای سها داود طویل (عربی: سهی داود الطویل) در ۱۷ ژوئیه ۱۹۶۳ متولد شد. او همسر رئیس سابق تشکیلات خودگردان فلسطین، یاسر عرفات، است.

## سنین جوانی و تحصیل
سها در ۱۷ ژوئیه ۱۹۶۳ در قدس در یک خانواده مرفه کاتولیک رومی که ابتدا در نابلس و سپس رام‌الله (هر دو شهر تحت حاکمیت اردن در آن زمان) زندگی می‌کردند، به دنیا آمد. پدر سُها، داود طویل، یک بانکدار تحصیل کرده آکسفورد و متولد یافا (اکنون بخشی از تل آویو) بود. داود طویل، هم در کرانه باختری و هم در اردن، تجارت داشت.
مادر سها، ریموندا حوا طویل، متولد عکا، عضوی از خاندان حوا از عکا، صاحبان املاک برجسته در منطقه حیفا است. او شاعر و نویسنده بود و پس از سال ۱۹۶۷ به یک فعال سیاسی فلسطینی تبدیل شد و چندین بار توسط اسرائیلی‌ها دستگیر شد. این موضوع او را تبدیل به یک ستاره رسانه‌ای کرد. او همچنین یک روزنامه‌نگار برجسته فلسطینی بود. سها کاتولیک بزرگ شد. در رام‌الله، تحت تأثیر فعالیت‌های سیاسی مادرش قرار گرفت که در دهه ۱۹۷۰ در یک دفتر خبری تحت تأثیر سازمان آزادیبخش فلسطین در اورشلیم شرقی کار می‌کرد.
سها در یک مدرسه صومعه به نام مدرسه خواهران تسبیح در بیت حنینا قدس تحصیل کرد. در ۱۸ سالگی برای تحصیل به پاریس رفت و در آنجا با خواهر بزرگترش که با ابراهیم سوس سفیر وقت سازمان آزادیبخش فلسطین در فرانسه ازدواج کرده بود زندگی کرد. سها در دوران دانشجویی رهبر اتحادیه عمومی دانشجویان فلسطین در فرانسه بود که در آنجا تظاهراتی را برای آرمان فلسطین ترتیب داد.

## ازدواج با عرفات
سها برای نخستین‌بار به همراه مادر و خواهرانش در سال ۱۹۸۵ عرفات را ملاقات کردند. هنگامی که او در سال ۱۹۸۹ از فرانسه بازدید کرد، او به عنوان مترجم در جلسات با بازدیدکنندگان و مقامات دولت فرانسه مشغول به‌کار شد. گفته می‌شود که سها از طریق مادرش با شوهرش آشنا شده‌است. با این حال، این چنین نیز بیان می‌شود که سها در سالهای ۱۹۸۷ و ۱۹۸۸ با عرفات ملاقات کرده و به سازماندهی سفر او به پاریس در سال ۱۹۸۹ کمک نموده‌است.
عرفات بلافاصله پس از خروجش از پاریس، از سها خواست که بیاید و با او در تونس (جایی که بهشت خودساختهٔ سازمان آزادیبخش فلسطین بود) کار کند. تنها فرزند آنها، دختر زهوه، در ۲۴ ژوئیه ۱۹۹۵ در نویی-سور-سن، فرانسه به دنیا آمد. زهوه به نام مادر عرفات نامگذاری شد.
سها در زمان ازدواج به اسلام سنی گروید. با این حال، بسیاری از فلسطینی‌ها معتقدند که تغییر دین او نادرست است و ادعا می‌کند که سها میلیون‌ها دلار توسط شوهر فوت‌شده‌اش به حساب‌های بانکی مخفی ارسال کرده‌است، که وی هر دو اتهام را رد می‌کند. روزنامهٔ دیلی تایمز لبنان در گزارشی ادعا می‌کند که او در طول ازدواجش بارها سعی کرده عرفات را ترک کند تا از شایعاتی که به او نسبت می‌دادند فرار کند، اما اجازه چنین کاری به او داده نشده‌است.

## پس از مرگ عرفات
سها و زهوه از سال ۲۰۰۴ تا ۲۰۰۷ در تونس زندگی می‌کردند. سها قبل از ازدواج با عرفات نیز در تونس زندگی می‌کرد. آنها در سپتامبر ۲۰۰۶ تابعیت تونس را دریافت کردند. زهوه به مدرسه تعاونی آمریکایی تونس رفت. او از سال ۱۹۹۸ به بعد در تونس و فرانسه زندگی می‌کرد.

### جنجال در تونس
در ۷ اوت ۲۰۰۷، تونس بدون اخطار سها، تابعیت او را لغو کرد، اما تابعیت دخترش را لغو نکرد. سها مدعی شد که اموالش در تونس نیز مسدود شده‌است.
در ۳۱ اکتبر ۲۰۱۱، دادگاه بدوی تونس یک حکم بازداشت بین‌المللی برای سها صادر کرد که مربوط به فساد در یک معامله تجاری بود که در آن بانوی اول سابق تونس، لیلا بن علی، در سال ۲۰۰۶ شرکت داشت. در ابتدا، سها همکاری کامل خود را با دادستان‌های تونس اعلام کرد اما اندکی پس از آن پیگرد قانونی را تحت‌عنوان «یک طرح تونسی برای بدنام کردن او و آرمان فلسطین» محکوم کرد. او در آن زمان در مالت زندگی می‌کرد. همچنین گزارش‌ها مبنی برداشتن پول یا دارایی متعلق به آرمان ملی فلسطین را رد کرده و گفته‌است که مخالف عادی سازی روابط با اسرائیل است.

### فعالیت‌های دیگر
در ۲۷ نوامبر ۲۰۱۲، به دستور سها، جسد عرفات در کرانه باختری نبش قبر شد تا نمونه‌هایی از بقایای او گرفته شود. به گفته سها، هدف از نبش قبر این بود که مشخص شود آیا او با پولونیم مسموم شده‌است یا خیر.
از سال ۲۰۱۱، او با دخترش در مالت زندگی می‌کرد.
پس از مرگ عرفات، سها و زهوه در دادگاه‌های فرانسه استدلال کردند که عرفات احتمالاً با مسمومیت به قتل رسیده‌است. آنها شکایت‌ها و درخواست‌های خود را از دست دادند و در سال ۲۰۱۷ پرونده خود را به دادگاه حقوق بشر اروپا بردند و مدعی شدند که مقامات فرانسوی با خودداری از درج مدارک کارشناسی اضافی، پرونده آنها را به‌عنوان یک محاکمه عادلانه، قبول نکرده‌اند. در سال ۲۰۲۱، دادگاه تجدید نظر آنها را به عنوان پروندهٔ «غیرقابل قبول» رد کرد.